# Charles-Augustin Sainte-Beuve

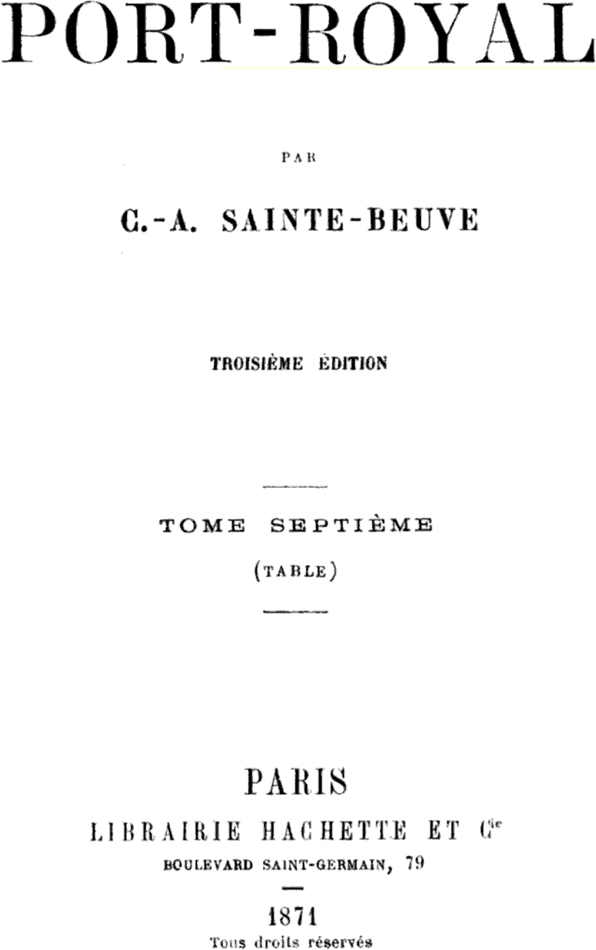
Strona tytułowa Port-Royal (wydanie z 1871)

Charles-Augustin Sainte-Beuve ur. 23 grudnia 1804 w Boulogne-sur-Mer, zm. 13 października 1869 w Paryżu) – francuski pisarz i krytyk literacki, uważany za twórcę krytyki biografistycznej. Członek Akademii Francuskiej od 1844 roku. Senator od 1865 roku. Kawaler Legii Honorowej.

## Życiorys
Jego rodzicami byli Charles François de Sainte-Beuve, poborca podatkowy, który zmarł w 1804 roku, dwa miesiące przed urodzeniem syna i Augustine Coilliot, gospodyni domowa. Był ich jedynym dzieckiem.
Wykształcenie zdobywał w Paryżu. W 1825 roku jego dawny nauczyciel, Paul-François Dubois, współtwórca nowego czasopisma Le Globe, zaprosił go do umieszczania artykułów. Pierwsze eseje Sainte-Beuve'a dotyczyły poezji Victora Hugo.
W 1828 roku przebywał krótko w Anglii, gdzie poznawał twórczość poetów takich jak William Wordsworth i Samuel Taylor Coleridge.
Od 1831 roku zaczął umieszczać artykuły – krytyczne portrety literackie w nowym periodyku Revue des deux Mondes, od 1849 publikował w czasopiśmie Le Constitutionnel, a następnie w Le Moniteur i Le Temps.
Sainte-Beuve był profesorem uniwersytetów w Liège, Lozannie i Paryżu (Collège de France oraz École normale supérieure).
Zmarł w 1869 roku w Paryżu i został pochowany na Cmentarzu Montparnasse.

## Twórczość
Pierwszą pracą Sainte-Beuve'a była Tableau historique et critique de la poésie française et du théâtre français au XVIe siècle, wydana w 1828 roku w Paryżu, opisująca francuską poezję i teatr XVI wieku.
Do głównych prac Sainte-Beuve'a należy monografia Port-Royal (t. 1–5, 1840–59), przedstawiająca opactwo Port-Royal i jego związki z jansenizmem. 
Jego liczne felietony w różnych czasopismach, uznawane za mistrzowskie, zostały zebrane w kolejnych tomach Causeries du lundi (t. 1–11, 1851–62) oraz Nouveaux lundis (t. 1–13, 1863–70). Wcześniej wydane zostały zbiory krytyki Critiques et portraits littéraires (t. 1-5, 1832–39).